# グリンドゥールの反乱
グリンドゥールの反乱 (グリンドゥールのはんらん、Glyndŵr Rising、またはWelsh Revolt、 Last War of Independence) は、1400年から1415年にかけて勃発したオワイン・グリンドゥール (1349年ないし1359年頃 - 1415年頃) 率いるウェールズのイングランド王国に対する反乱である。この蜂起は当初極めて順調に拡大し、ウェールズの広範囲を支配下に治めることとなったが、最後は物量に勝るイングランド勢に圧倒された。
これは通常「統合法」と呼ばれる1536年ならびに1543年のウェールズ議会法 (英語版) によりウェールズがイングランド王国に統合される前の、最後の大きな独立の意思表明であった。

## 背景

### リチャード2世の凋落
イングランド王リチャード2世 (1367年-1400年) は14世紀最後の10年間で、彼の王国を強固に掌握し、常に彼の権威を脅かしてきた有力者の権勢を弱めるために、大胆な計画を打ち出していた。その計画の一環としてリチャードは、彼の権力基盤をイングランドの南東部とロンドンからチェシャー州へと移し、組織的にウェールズの近くに構築し始めた。ウェールズは王家による直接的な統治の下で、半自治的な封建地域、主教による管轄区、州、及び、領域などがパッチワーク様になった状態で統治されていた。リチャードは彼の政敵を排除し、彼らの土地を取り上げ、自分の側近に与えた。彼はそうすることにより、新しい領地に新設されたポストを埋めるために、ウェールズの全ての階層の人々を引き上げた。彼らにとって、リチャード2世による治世の最後の年はチャンスに満ちていた。しかしながらイングランドの有力者にとってそれは、リチャードが危険なほど制御不能であることを意味していた。

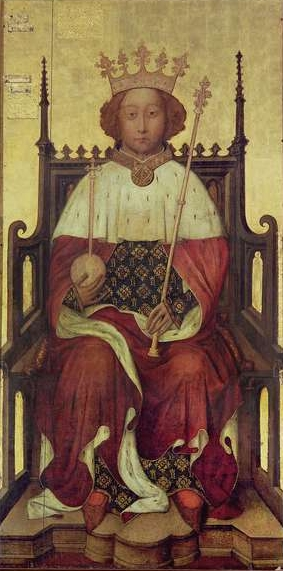
リチャード2世

1399年、ランカスター公領の相続人でリチャードにより排除されたヘンリー・ボリングブルック (Henry Bolingbroke、1367年-1413年、後のヘンリー4世) は自分の土地を取り戻すために帰ってきた。彼は蜂起しリチャード2世に会うために行軍した。リチャードはボリングブルックに対処するためにアイルランドから慌ててウェールズに戻ったが、初代ノーサンバランド伯ヘンリー・パーシー (1341年-1408年) により捕えられた。リチャードはおそらくヘンリーの土地の返還に関して議論するために、フリント城 (英語版) でボリングブルックに会おうとしてコンウィ城から向かう途中だった。リチャードはロンドンに連れて行かれる前にチェスターで投獄された。議会はすぐにヘンリーを摂政とし、その後ヘンリーは即位した。リチャードは1400年1月のイギリス貴族による公現祭の反乱 (the Epiphany Rising (英語版)) の失敗のすぐあとポンテフラクト城 (英語版) で亡くなった。彼の死はしばらくの間一般には知られないままだった。ウェールズではオワイン・グリンドゥールのような人々は、誰を忠誠心の対象とするのか彼らの人生の中で初めて質問された。ウェールズ人は一般的にリチャード王を支持していた。彼はプリンス・オブ・ウェールズ  として父親であるエドワード黒太子 (1330年-1376年) を承継していたからである。リチャードが排除されたことにより、ウェールズの人々の上昇の機会がより限定されていた。多くのウェールズ人にとって、彼らと彼らの未来がどうなるのか不確かなままだった。
しばらくの間、退陣した王の支持者が多数残っていた。不穏な空気がイングランドとウェールズの境界に沿って形成されていた。

### オワイン・グリンドゥールとドゥ・グレイ間の紛争
反乱はオワインと彼のイギリス人の隣人との間の紛争として始まったといわれている。ダフリン・クルーイドのグレイ・ドゥ・リシンバロン  (Baron Grey de Ruthyn of Dyffryn Clwyd) (英語版)  の承継者は、イギリス人でウェールズの大地主だった。オワインは長い間彼らとの土地紛争を抱えていた。彼は議会に問題の解決を訴え、リチャード王の下で裁判所はその解決策を見つけ、その結果彼は勝訴した。しかしながら、第3代バロンレジナルド・グレイ (Reginald Grey, 3rd Baron Grey de Ruthyn、1362年-1440年) (英語版) は、新しい王の支持者で、この決定を覆すために自分の影響力を行使した。オワインはさらに訴えたが、退けられた:9。さらにバロンは、1400年8月の新王によるスコットランド遠征に従軍させるためのオワインへの召喚状 (Royal Summons) を、意図的に差し控えていた。手続き的にはオワインはイングランド王のテナント・イン・チーフ (tenant-in-chief) (英語版)  として、過去にしたように積極的に軍隊を提供した:10。しかし、召喚状が来なかったためオワインはそれに対する返答をしておらず、そのことでおそらく無意識のうちに、彼はヘンリー王の怒りをかっていた。

## ウェールズ人の反乱 (1400年-1415年)

### 反乱の開始
1400年9月16日、オワインは行動を開始し、彼の支持者のグループはオワインのプリンス・オブ・ウェールズ (ウェールズの君主) への即位を宣言した。グループにはオワインの長男や義兄弟達、そしてディーン・オブ・セント・アサフ (Dean of St Asaph (英語版) 、聖職者の役職) が含まれていた。これはそれ自体革命的な声明であった。オワインの支持者達は北東ウェールズで急速に増えていった。9月18日、ドゥ・グレイの本拠地、リシン城は攻撃を受けほとんど破壊された。その後すぐに、デンビー (Denbigh) (英語版) 、リズラン (Rhuddlan) (英語版) 、フリント (Flint) (英語版) 、ハーデン (Hawarden) (英語版) 、そしてホルト (Holt) (英語版) へと戦火は広がった。9月22日、オズウェストリー (Oswestry) (英語版) の街はオワインの襲撃でひどく損傷を受けていた。9月23日までオワインはポウィス城 (Powis Castle) (英語版) を攻撃しウェルシュプール (Welshpool)  (英語版) の街を制圧しながら南に進軍した:81。
同じ頃、テューダー兄弟はアングルシー島からイギリスに対してゲリラ戦を開始した。ペンミニッドのテューダー家 (Tudors of Penmynydd) (英語版) はリチャード2世と極めて親密にしていたアングルシー島の一族であった。グィリム・アプ・テューダー (Gwilym ap Tudur、1413年没) (英語版) とリース・アプ・テューダー (Rhys ap Tudur、1412年没) (英語版) は共に、フランスの侵攻に対抗して北ウェールズを守るために1396年に蜂起した兵士達の軍事的リーダーであった。彼らは1398年のリチャード2世のアイルランド遠征に出兵していた。オワインが反乱を起こしたとき、リース、グィリム、それと彼らの3番目の兄弟マレディッズ・アプ・テューダー (Maredudd ap Tudur、1406年没) (英語版) は公然と忠誠を誓った。彼らはオワインの母方のいとこだった:19。

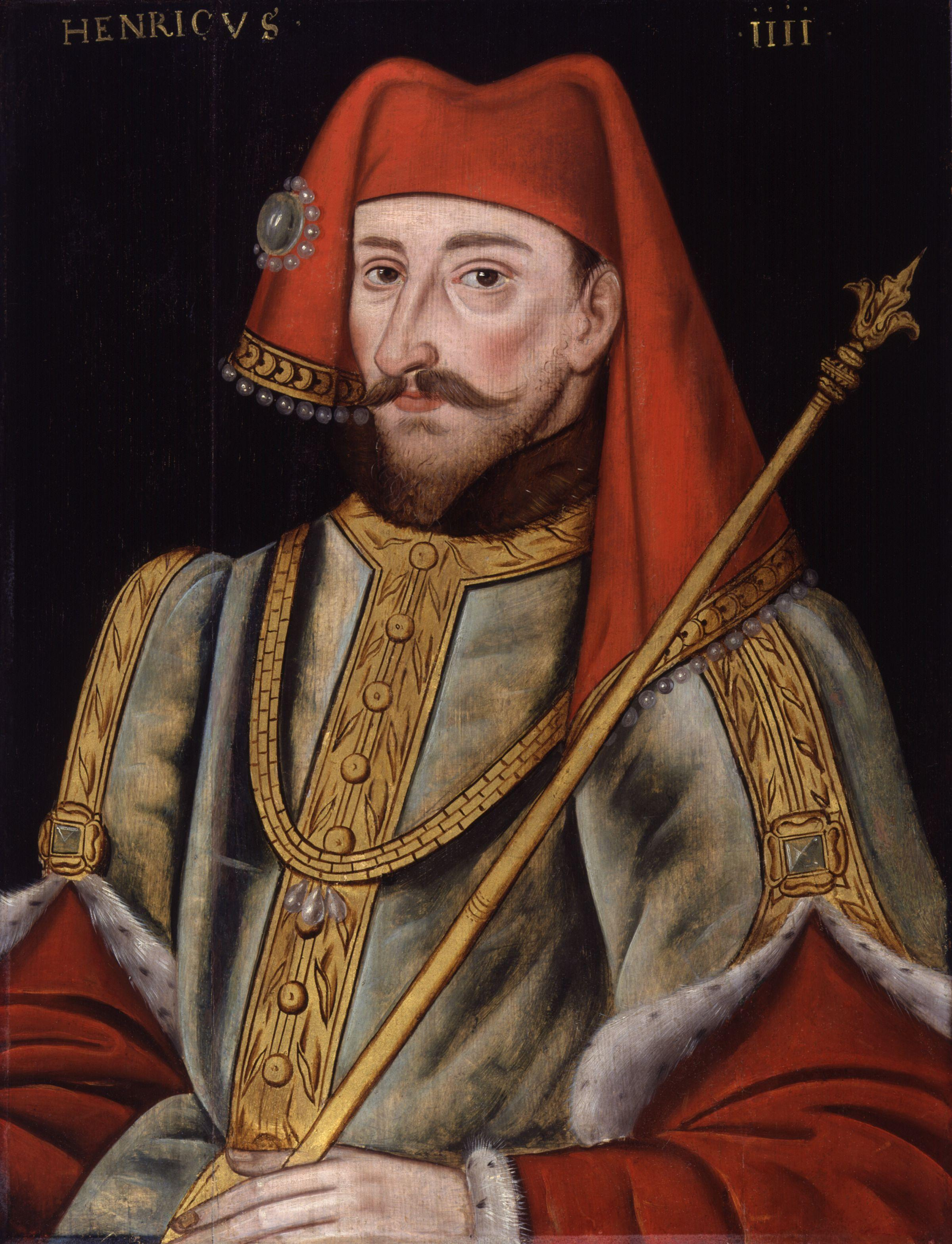
ヘンリー4世

ヘンリー4世はスコットランド遠征からの帰途についており、軍隊をウェールズに向けた。9月26日にはシュルーズベリーでウェールズに侵攻する準備ができていた。電撃作戦 (lightning campaign) とでもいうべき早さで、ヘンリーは彼の軍隊に北ウェールズを包囲させた。ヘンリーは悪天候とウェールズ人ゲリラの攻撃に絶えず悩まされた。アングルシー島でヘンリーは、村や修道院を燃やし、島の人々を苦しめた。その中にはバンガー近くにあるスランヴァースフランシスコ会修道院 (Llanfaes Friary)  (英語版) も含まれていた:21。これはテューダー家代々の埋葬場所であった:17。リース・アプ・テューダーは兵士たちを率いて国王軍をロス・ヴァウル (Rhos Fawr) (英語版) で待ち伏せした。戦闘の後、国王軍は安全なビューマリス城に戻った:21。10月15日、ヘンリーはシュルーズベリーに戻りそこで数人の囚人を釈放し、その2日後ウスターでは自らの成果を示すためにわずかな兵だけと行動を共にした。
1401年、反乱は広がり始めた。ウェールズ北部および中央部の大半はオワインの支配下となった。北部全体のイギリス人の街・城・荘園が複数回の攻撃を受けたことが記録されている。ウェールズ南部のブレコン (Brecon) (英語版) やグエント (Gwent) (英語版) でさえ強盗行為や無法状態が報告され始めた。ヘンリー王は秩序を回復するために、力強いノーサンバランド伯の息子、ヘンリー・" ホットスパー"・パーシー (1364年-1403年) を任用した。また3月にはオワインと彼のいとこ、リースとグィリムを除く者たちへ全面的な恩赦が行われた:22。
国内の大半の者は通常の全ての納税に合意していたが、テューダー兄弟は彼らにのしかかる過酷な脅威を追い払うには、交渉の材料が必要なことを知っていた。彼らはエドワード1世の偉大な城コンウィ城を占領することに決めた。コンウィ城にはちょうど15名の重騎兵 (men-at-arms) (英語版) と60名の弓兵が駐屯しており、彼らはよく訓練されていて、有事の際には海から簡単に増員することができた。それに対してテューダー兄弟にはわずか40名の兵士しかいなかった。4月1日の聖金曜日、ウスクのアダム (1352年–1430年)  の年代記によると、「いつもの仕事をするために来たふりをした」大工が城門に現れたとき、城内の小さな教会には5人の駐屯兵しかおらず、それが全てだった。中に入るとウェールズ人の大工は2人の警備員を攻撃し、反乱者たちが中に入れるように門を開けた。ホットスパーが重騎兵120名、弓兵300名とともにデンビー (Denbigh) (英語版) から到着したとき、彼は内部に強固な陣地を築くよりはるかに大きな労力が必要で、また交渉を余儀なくされることを知った。パーシーの妥協は恩赦の決定に至ったが、4月20日、ヘンリー王はそれを覆した。グィリム・アプ・テューダーが直接ヘンリー王との書簡のやり取りを開始して、ようやく6月24日に合意が成立した:22。

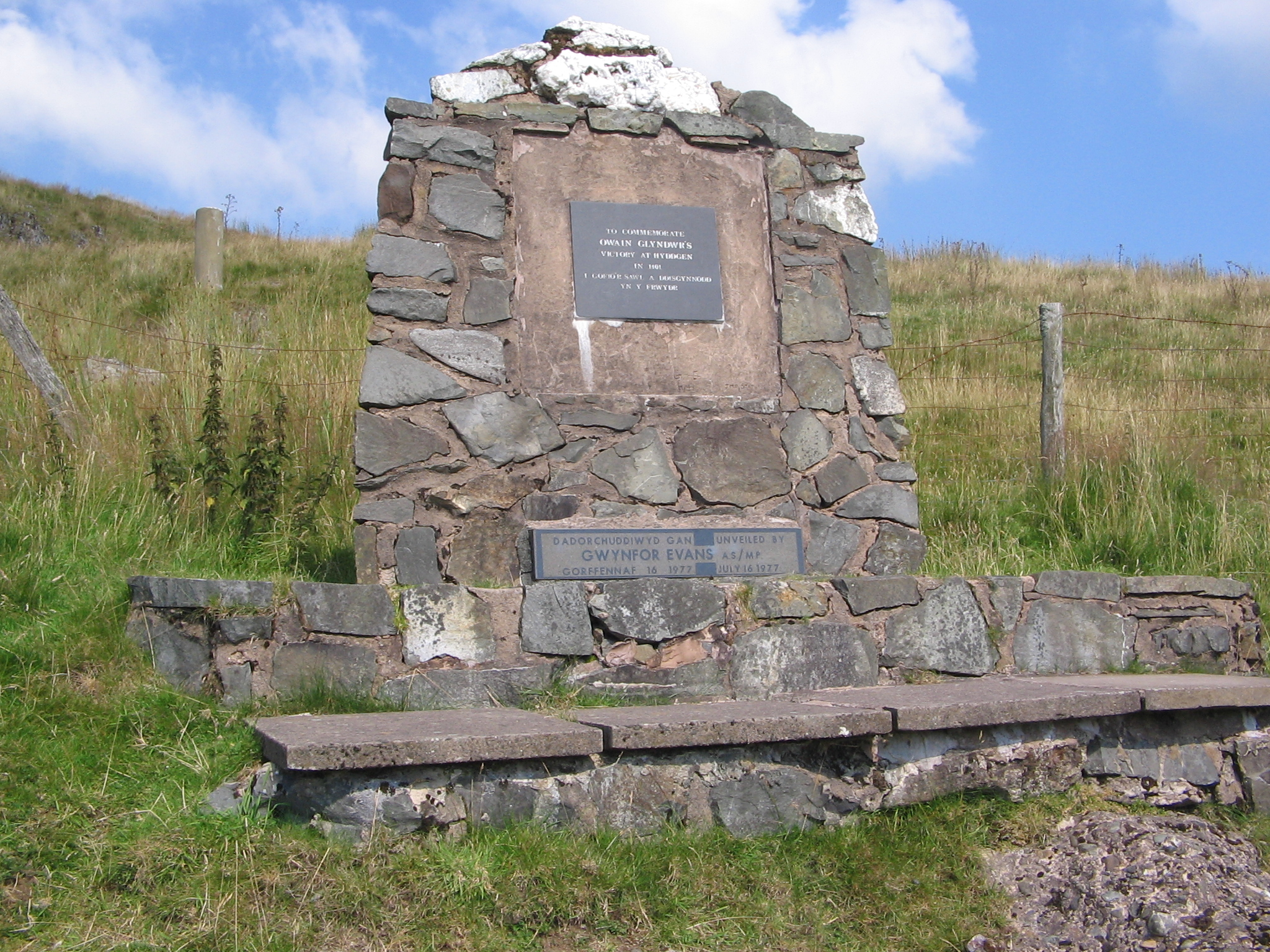
ハズゲン山の戦い
(Battle of Mynydd Hyddgen) (英語版)
戦没者慰霊碑

オワインはまた、5月か6月にプリンリモン (Plynlimon) (英語版) 近くのハズゲン山 (Mynydd Hyddgen) (英語版) で平野部における最初の大きな勝利を挙げた。オワインと彼の数百の軍隊は、ペンブルックシャー (イングランドとウェールズの境界部分) からの約1,500名のイギリス人およびフラマン人の入植者たちが休息をとっていたハズゲン渓谷の底の部分で野営をしていた。オワインは彼の軍隊を立て直し攻撃をして200名を殺した。ヘンリー王にとって、別の討伐計画を立てる上で状況は極めて深刻だった。この時は、10月にヘンリー王はウェールズ中央部を攻撃していた。彼の軍隊はシュルーズベリー、ヘレフォード城 (Hereford Castle) (英語版) からポーイスを通って、ストレイタ・フロリダ修道院 (Strata Florida Abbey) (英語版) を目指して進軍した。シトー修道会はオワインに同情的であることが知られており、ヘンリー王は彼らの自らに対する忠誠心を思い起こさせ、反乱がこれ以上南に広がるのを防ぐことを企てた。オワインの軍隊による数多くの妨害を受けた後、ヘンリー王はストレイタ・フロリダに到着した。(修道院に着いたものの) ヘンリーは慈悲深い気分ではなかった。彼の軍隊は修道院の一部を破壊し、彼に反抗して武装する疑いのある僧侶を殺した。しかしヘンリー王は大多数のオワインの軍隊を服従させることはできなかった。オワインの軍隊はヘンリー王に抵抗し、王の誘いには乗らずにヒットエンドラン戦法を取って正面から戦うことをしなかった。ヘンリー王の軍隊は撤退を余儀なくされた。1401年10月28日、彼らの努力はほとんど報われることなく、王の軍隊はウースターに到着した:109。その年は、1401年11月2日のオワインによるカーナーヴォン城への籠城を巡っての消耗戦、タトヒルの戦い (Battle of Tuthill) (英語版) とともに終わりを迎えた。
イギリス人たちは仮に反乱が広がった場合、不満を抱いていた、退位したもののその生存の噂が広範囲に広まっていたリチャード王の支持者たちを、必然的にひきつけるであろうと考えていた。イギリス人たちはチェシャーでの反乱の可能性を憂慮し、北部ウェールズからのニュースを益々気にかけていた。ホットスパーはヘンリー王から十分な支援を受けていないことと、王の抑圧的な方針が反乱を誘発しているだけであることに不満を持っていた。彼は交渉と妥協により、オワインに反乱を止めさせるよう説得できると主張した。実際早ければ1401年にホットスパーは、オワインや他の反乱軍のリーダーたちと和解交渉に参加させるための秘密交渉を行ったのかもしれない。しかし、中心的なランカスターの反乱支持者たちには、その可能性はなかった。彼らはウェールズにおけるイギリス人の優位性を確立するために定められた反ウェールズ法 (1402年反ウェールズ刑法) (Penal Laws against Wales 1402) (英語版) に反対していた。この法律は、ウェールズ人がイングランドで土地を買うことやウェールズで上級公職に就くこと、武装することや、城あるいは防御された建物を持つことを禁止していた。またウェールズ人の子供たちの教育や商売人への弟子入りは認められず、ウェールズ人から告訴されたイギリス人は誰も有罪判決を受けず、イギリス人女性と結婚したウェールズ人は厳しく罰せられ、ウェールズ人女性と結婚したイギリス人は選挙権がはく奪され、また全ての公的な集会が禁止される、というものであった:360。これらの法律は旗色を鮮明にしていない人々に対して、イギリス人は全てのウェールズ人に対して同様の疑念を抱いているというメッセージを送った。イギリス人の社会の中でそのキャリアを積み上げようとしてきた多くのウェールズ人は、今やオワインとヘンリーとの妥協点は消えたかのように、反乱に巻き込まれたと感じた。
同じ1402年の1月の終わりか2月の初め、オワインは彼の宿敵第3代グレイ・ドゥ・リシンバロン、レジナルド・グレイ (Reginald Grey, 3rd Baron Grey de Ruthyn、1362年-1440年) (英語版) をリシン (Ruthin) (英語版) で待ち伏せして捕獲した:115。彼はヘンリー王から十分な身代金を受け取るまで、1年間は捕えておくつもりだった。1402年7月、オワインの軍隊は中央ウェールズのブリン・グラス (Bryn Glas)  (英語版) で、マーチ伯エドマンド・モーティマーの同名の叔父エドマンド・モーティマー (Edmund Mortimer、1376年-1409年) 率いる軍隊と遭遇した。モーティマーの軍隊は惨敗し、モーティマーは捕えられた。オワインの軍隊に従軍していたウェールズ人の女性が、おそらくその前年にあったイギリス軍による強奪や暴行の復讐として、傷ついたイギリス兵を殺し死体の胴体をバラバラにしたことが報告されている。オワインは莫大な身代金と引き換えにモーティマーの釈放を申し出たが、ヘンリー4世は支払いを拒否した。モーティマーは彼の迅速な釈放が選択肢にないことについて、イギリス王に対して大きな不満を抱いていたといえる。モーティマーはオワインの関係者と協議した結果、オワインの娘の一人、カトリン (Catrin ferch Owain Glyndŵr、1413年没) (英語版) と結婚した。
オワイン勢を支援したフランス人やブルトン人についての言及が初めて聞かれたのも、同じ1402年であった。フランス人は確かに、イギリスと戦うための基地としてスコットランドを使ってきたように、ウェールズを使うことを望んでいた。フランスの私掠船はアイリッシュ海でイギリス船への攻撃を始めており、ウェールズに対し武器その他の装備等を提供していた。フランス人やブルトン人の海賊もまた、オワインの攻撃に協力的であった。

### 反乱の広がり

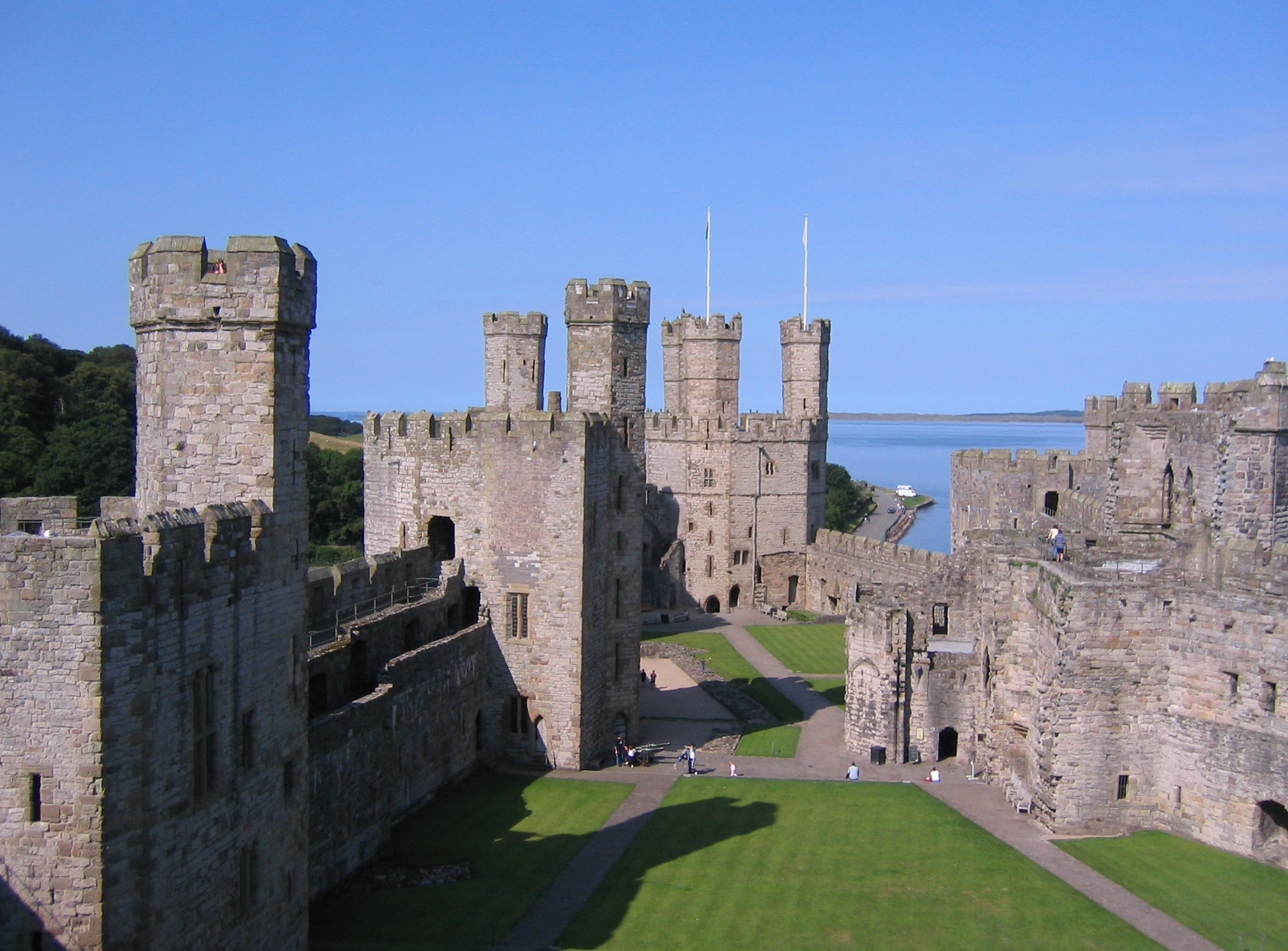
1403年にグリンドゥールにより占拠されたカーナーヴォン城の広場。左から黒塔、チェンバレインズ塔、鷲の塔。

1403年は反乱が真にウェールズ人全体的なものになった年として記録される。オワインは西部や南部でも攻撃を行った。西部でスウェリン大公 (1172年-1240年)  遠征軍を再結成し、トオウィ渓谷 (Tywi Valley) (英語版) に沿って進軍した。住民たちは次々とオワイン軍に合流し、イギリス人の荘園や城は陥落したか、あるいは住民たちが降伏した。ついにはイギリスの西部ウェールズにおける主要な戦略拠点の一つであるカーマーゼンは陥落し、オワイン軍に占拠された。その後オワインは引き返してグラモーガン (Glamorgan) (英語版) とグウェント (Gwent) (英語版) を攻撃した。アバガヴェニー城 (Abergavenny Castle) (英語版) にも攻撃を加え、城下町を燃やした。オワイン軍はウスク (Usk) (英語版) の街を燃やし、カーディフ城 (Cardiff Castle) (英語版) やニューポート城 (Newport Castle) (英語版) を陥落させながら、ウスク川 (River Usk) (英語版) の渓谷を海に向かって突き進んだ。イギリス王室の公式発表によると、オックスフォード大学のウェールズ人学生たちはオワインのために学業から離れ、ウェールズ人の労働者や職人たちはイングランドでの雇用主を見捨てて、大挙してウェールズへ帰っていた。北部ウェールズではオワインの支持者たちが (このときはフランス軍の支援を受けて) カーナーヴォン城に更なる攻撃を加え、そのほとんどを攻略した:183。これに対抗してモンマスのヘンリー (ヘンリー4世の息子で後のヘンリー5世) はグリンダブルデュウィ (Glyndyfrdwy) (英語版) とサハース (Sycharth) (英語版) にあるオワインの居宅を攻撃し燃やした。

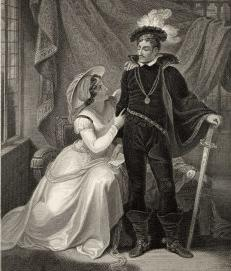
ヘンリー・ホットスパー・パーシー
1795年　ロバート・スマーク作

1403年7月10日ホットスパーは、リチャード2世の支持者たちの本拠地であるチェシャー州チェスターでヘンリー王に反旗を翻した。原因はヘンリー家が王室から冷遇されていたことや、ホットスパーの義弟であるモーティマーが捕獲されたときに、ヘンリー王が身代金の支払いを拒絶したことなどが考えられる。そのときわずか16歳だったモンマスのヘンリー (ヘンリー王子) は、ホットスパーに対応するために北へ引き返した。7月21日、ヘンリーは反乱軍を街の外に留まらせるように威圧しながら、ホットスパーより早くシュルーズベリーに到着した。ヘンリーはノーサンバランド伯  がシュルーズベリーに着く前に、戦いを仕掛けた。その結果7月22日ヘンリーは反乱軍の兵力が全て揃う前に、自分で選んだ場所で戦うことができた。戦いは終日続き、ヘンリー王子は矢で顔にひどい損傷を負ったが、他の兵士たちと共に戦い続けた。ホットスパーが倒れたと叫び声が上がったとき、反乱軍の抵抗はつまづき、崩れ始めた。その日の終わりまでに、ホットスパーは死に、彼の反乱は終わった。300人を超える騎士が亡くなり、最大2万人の兵士が死傷を負った。
1404年の夏には、オワインはハーレフとアベリストウィス (Aberystwyth) (英語版) にある西部の重要な城を占拠し兵を駐屯させた。統治者としての真剣さを示すために、オワインはハーレフに行政府を置き、器用で賢明なグリフィズ・ヤング (Gruffydd Young、1370年-1435年) (英語版)  を宰相として任用した。その後すぐにオワインはウスクのアダム  から、彼がマハアンスレス (Machynlleth) (英語版) で行ったプリンス・オブ・ウェールズの戴冠式を、全ウェールズ人の最初の議会 (あるいはより正確には会合 (ウェールズ語：Cynulliad  )、「集会」)と呼ぶべきであったと言われた。グリフィズ・ヤングはウェールズの聖職者で、セント・デイビッズ、バンガーなどの教区で様々な役職を歴任したのち、セント・デイビッズの司教総代理を務め、さらにメイリオニズ (Meirionnydd) (英語版) の助祭長 (Archdeacon) となっていたので、上級聖職者やウェールズ人社会での重要人物たちの支持を受けた。イギリス側の抵抗は、いくつかの孤立した城や城壁で囲まれた町、それと武装したマナー・ハウスだけに縮小した。

### 三者間協定とフランスの介入
オワインは1405年2月にモーティマーとノーサンバランド伯との交渉により、自らの新しい地位を示した。3人はイングランドとウェールズをその3人で分割することに合意した。ウェールズにはセヴァーン川、マージー川流域を含み、チェシャー、シュロップシャーとヘレフォードシャーの大半を含むことになった。モーティマーがイングランドの南部及び西部の全てを取り、初代ウスター伯トマス・パーシー (1343年-1403年)  がイングランド北部を取ることとなった。シュロップシャー、ヘレフォードシャーとモントゴメリーシャー (Montgomeryshire) (英語版) のイギリス人の地域コミュニティーは積極的な抵抗を停止しており、反乱軍と独自の協定を作っていた。反乱軍を支援するために、リチャード2世の古い支援者がウェールズ人に金を送っている、あるいはシトー修道会やフランシスコ会が資金を集めているという噂があった。さらには5月のリチャード・ル・スクロープ (1350年-1405年)  の敗北にもかかわらず、パーシー家の反乱もまだ続いていた。実際パーシー家の反乱は1408年にブラムハム・ムーアの戦い (Battle of Bramham Moor) (英語版) でノーサンバランド伯がヨークシャーのシェリフに敗死するまで終わらなかった。オワインは可能な限り最良の取引をするために、政治的状況を利用していた。 

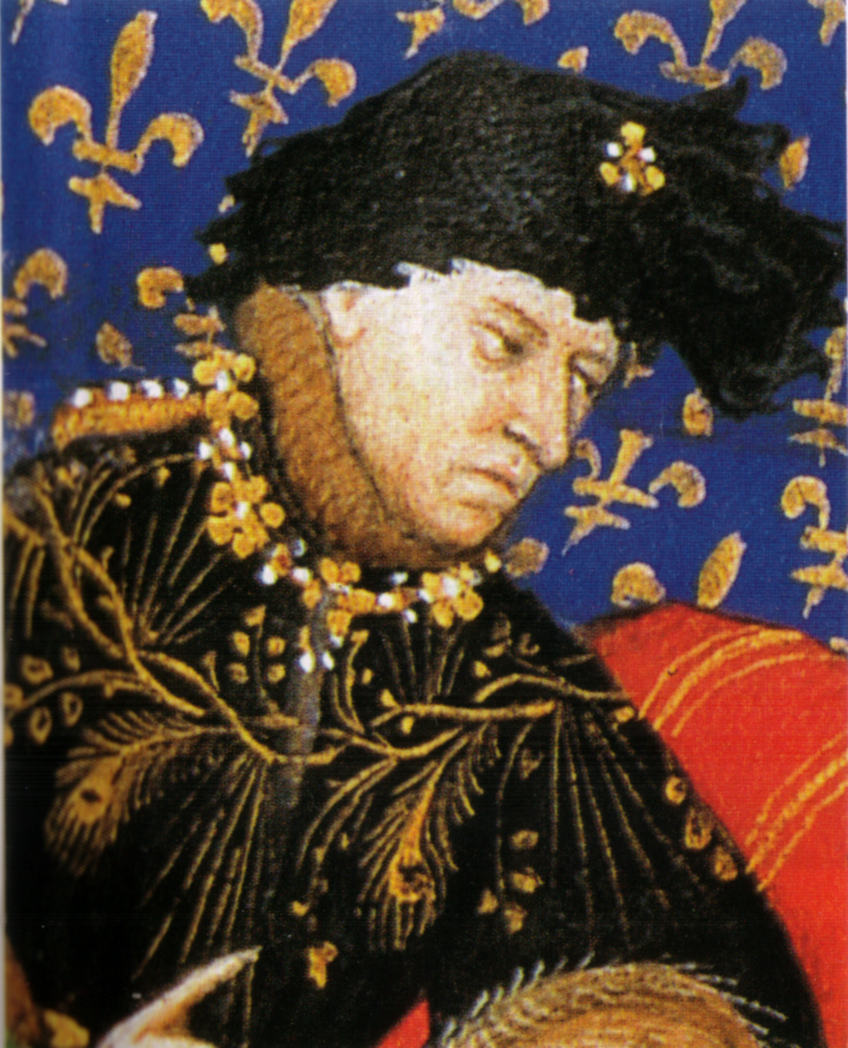
フランス王シャルル6世

事態は国際的側面からも改善した。アイルランド領主との交渉は失敗していたが、オワインにはフランスやブルトンからはより歓迎されるだろうという希望を持つ理由があった。1404年5月、オワインは条約について交渉するために、グリフィド・ヤングと義兄弟ジョン・ハンマー (John Hanmer) をフランスへ派遣していた。結果はフランスがオワインとウェールズを支援するという正式な条約となった。ウェールズ人とフランス人・ブルトン人の合同軍は既に1403年11月に、キドウェリー城 (Kidwelly Castle) (英語版)  を攻撃し陥落させていた:183。ウェールズ人はその後独立したブルターニュやスコットランドにいる彼らの仲間ケルト人からの半公式な友愛的支援に頼ることもできた。スコットランドとフランスの私掠船は、オワインの反乱を通じてウェールズ周辺で活動していた。スコットランドの私掠船は1400年と1401年にスリン半島 (Llŷn Peninsula) (英語版)  のイギリス人入植地を襲撃していた。1403年にはブルトン人部隊はチャンネル諸島でイギリス人を破り、ジャージー、ガーンジー、およびプリマスで猛威を振るった。またフランス軍はワイト島に上陸を果たした。1404年までにブルトン人とフランス人はウェールズ人を乗船させた船でイングランドの海岸を襲撃して、ダートマス (Dartmouth) (英語版) の街を燃やし、デヴォンの海岸を荒廃させた。
1405年はウェールズでは「フランス人の年」であった。陸地でフランス人は、フランス軍がイングランド王が領有しているアキテーヌ に侵攻したように、イギリス人を奥地へ追い込んだ。同時にフランス軍はウェールズ西部のミルフォード・ヘヴン (Milford Haven)  (英語版) に武力で上陸した。彼らは7月にブルトンの領主でフランス元帥のジャン2世・ド・リュー (Jean II de Rieux、1342年-1417年) (英語版) に率いられた3,000名を超す騎士と重騎兵 (men-at-arms) と共にブレストを出発した。ところが彼らには十分な新鮮な水が供給されておらず、多くの軍馬が死んでいた。しかし彼らは近代的な攻城のための兵器を持っていた。オワインの軍隊と合流し、彼らは内陸部を行軍しハーヴァーフォードウェスト (Haverfordwest) (英語版) の街に侵攻したが城は落とせなかった。その後さらに進軍しカーマーゼンを奪還し、テンビー (Tenby) (英語版) の街を包囲した。そのあと何が起こったのかは謎に包まれている。フランス・ウェールズ合同軍は (地元の伝統にしたがって) ウェールズ南部を横断する形で進軍し、イングランドに侵攻した。中世の年代記作家、「不確かな」モンストルレ (1400年-1453年)  によると、彼らはヘレフォードシャーを進軍し、ウスターシャーに侵攻した。ウスターからちょうど10マイル (16キロメートル) の地点、グレイト・ウィトリー (Great Witley) (英語版) の西で、彼らはイギリス軍と遭遇した。ヘンリー4世のその軍隊はアバーレイ (Abberley) (英語版) の丘に整列していて、北側はオワインの軍隊に向いており、南側はその地域ではオワインの丘として知られていた、鉄器時代に作られたヒルフォート  であるウッドベリーヒル (Woodbury Hill) (英語版) を向いていた。それぞれの軍隊は8日間にわたって、毎日戦闘態勢を取り、特に目立った動きをすることはなく1マイル (1.6キロメートル) 離れたところでお互いを監視しあった。どちらも戦闘を開始せず、その後明確な理由もないまま両者とも撤退した。ヘンリー王の戦略は、膠着状態を引き延ばしてウェールズ軍の弱体化を図り、威嚇することであった。
年が経つごとにより多くのフランス人が到着していたが、関与度合いのピークは過ぎていた。

### 反乱の蜂起者

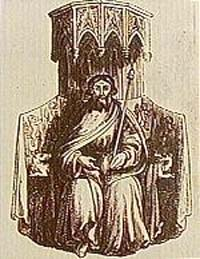
オワイン・グリンドゥール

1406年、オワイン・グリンドゥールは国家構想を発表した。彼は議会とウェールズ教会を持つ独立したウェールズ人国家のビジョンを宣言した。北部と南部に1つずつ国立大学を持ち、「ハウエル善王の法」(Laws of Hywel Dda)  を尊重するものだった。このときまでに、フランス軍の大半はパリの政局が平和志向へと向いたため、撤退していた。オワインのいわゆる「ペンナルの手紙」(Pennal  Letter ) の中で彼はフランス王シャルル6世とローマ教皇 (対立教皇) ベネディクトゥス13世に対して、ウェールズ教会の忠誠の対象をローマからアヴィニョンに移すことを約束していたが、何の効果もなかった。既に時機を逸していた。
反乱が問題に直面する兆候は他にもあった。その年の初め頃にオワインの軍隊は、プス・メリンの戦い (Battle of Pwll Melyn、ウスクの戦いとしても知られる。) (英語版) におけるグロスモント (Grosmont) (英語版) とウスク (Usk) (英語版) での敗北に苦しんだ。その2つの戦いで何が起こったのか知ることは難しいが、おそらくモンマスのヘンリー (ヘンリー王子) か初代シュルーズベリー伯ジョン・タルボット (1453年没) が、リース・ゲシン (Rhys Gethin、1405年没) (英語版) (「浅黒いリース」 (Swarthy Rhys)) とオワインの長男、グリフィズ・アブ・オワイン・グリンドゥール (Gruffudd ab Owain Glyndŵr、1375年-1412年) (英語版) に率いられたウェールズ軍の重要な部隊を破ったようである。これらの戦いの正確な日付は現在でも議論の対象となっているが、戦いの結果、リースはグロスモントで、オワインの兄弟のテューダーはウスクでそれぞれ戦死し、グリフィズが捕えられたことは確かなようである。グリフィズはロンドン塔に送られ、6年後に獄中で死んだ。ヘンリー王はさらにイギリス人が無慈悲な戦略をとることを世間に示した。ウスクのアダムによると、ヘンリー王はウスク近くで起きたプス・メリンの戦いの後、ウスク城の正面に首をはねた300人の囚人を並べた。近くのスランタルナム (Llantarnam) (英語版) シトー会修道院の修道院長ジョン・アプ・ハウエル (John ap Hywel) は、イギリス軍・反乱軍双方の亡くなった人や傷ついた人たちへの聖職者としての務めを果たしたということで、プス・メリンの戦いの最中に殺された。反乱軍にとってより深刻な事態だったのは、イギリス軍がアイルランドからアングルシー島へ上陸したことである。1406年の終わりにアングルシー島での反乱軍の抵抗が正式に終わるまで、翌1年間イギリス軍は次第に反乱軍を押し返すこととなった。
同時にイギリス軍は、異なる2つの戦略を採用した。ヘンリー王子の父は討伐遠征を重視したが、王子はむしろ経済封鎖作戦を採用した。イギリス軍の指揮下にある城を使って、ヘンリーは商取引や武器の供給を遮断し、次第にウェールズを奪還し始めた。1407年にはこの作戦が実を結び始めていた。3月にはフリントシャー州全域の1,000名の男たちが州の司法長官 (Chief Justitiar) の前に現れ、グリンドゥールを支援したことに対する罰金を支払うことに合意した。次第に同様のケースが国内全体で繰り返された。7月にはオズウェストリー (Oswestry) (英語版) とクラン (Clun) (英語版) 周辺のアランデル伯爵領の北東部が返上された。次第に領主たちは降伏し始めた。真夏までにオワインのアベリストウィス城 (Aberystwyth Castle) (英語版) は包囲され、その年の秋には陥落した。1409年にはハーレフ城が陥落した。陥落の直前にフランスへ助けを求める使者が派遣されたが、反応はなかった。グリフィズ・ヤングが調整のためにスコットランドに送られたが何も得られなかった。モーティマーは最後の戦いで戦死し、オワインの妻マーガレットは2人の娘（モーティマーの妻カトリンを含む）と3人の孫娘（モーティマーの娘）と共に捕えられ、ロンドン塔に投獄された。彼らは皆1415年までには獄中で死んだ。
オワインは自由のままだったが、彼は今や追われるゲリラのリーダーだった。反乱は続いていた。彼はシュロップシャー奥深くでの最後の戦いのために、兵士を準備した。彼に極めて忠実な数多くの司令官たちはいたが、それはもう絶望的な反乱だったのかもしれない。カーディガン (Cardigan) (英語版) のリース・ズー (Rhys Ddu) (「黒いリース」(Black Rhys)) はオワインのもっとも忠実な司令官の一人だったが、捕えられ死刑執行のためにロンドン塔に送られた。その時代の年代記によると、リース・ズーは「編み垣 (hurdle)  の上に寝せられ街を通ってタイバーン に連れていかれて、そこで絞首刑となった。彼の頭はひどく殴られ、胴体は4つに分けられて4つの街に送られた。彼の頭はロンドン橋にさらされた。」リース・アプ・テューダー (Rhys ap Tudur、1412年没) (英語版) もまた首をはねられ、その頭部はチェスターの街でさらされたが、それは間違いなく反乱軍の意欲をそぐためであった。
1412年にオワインはブレコン (Brecon) (英語版) で待ち伏せされ捕らえられたが、その後反乱軍により奪還された。捕らえたのはウェールズ人のヘンリー王支持者のリーダーだったダヴィズ・ガム (Dafydd Gam、1380年-1415年) (英語版) (「歪んだデヴィッド」(Crooked David)) であった。この頃が反乱の最後の輝きだった。これを最後にオワインは、彼の兵士たちから生きている姿を目撃されていない。1414年位まで、ヘレフォードシャーのロラード派のリーダーだったジョン・オールドカースル (1378年-1417年) はオワインと連絡を取り、北部や南部の主要な城に支援物資を送っていたらしい。
その後状況は変化した。ヘンリー4世が1413年に死去し、その息子のヘンリー5世はウェールズに対してより融和的な対応をした。反乱の主要な指導者たちや彼の父の治世の頃の他の反対派たちに対して、恩赦が認められた。象徴的で敬虔な行動として、リチャード2世の遺体がウェストミンスター寺院に埋葬された:428。1415年ヘンリー5世は、フランスとの戦争の準備として、オワインへの恩赦を認めた。ヘンリー王はオワインの息子マレディッズ・アブ・オワイン・グリンドゥール (Maredudd ab Owain Glyndŵr) (英語版) を通じて交渉していたようだが、何の反応もなかった。1416年にはマレディッズ自身の恩赦が認められたが、彼はそれを拒否した。おそらく彼の父オワインはまだ生きていて、彼は父が生きている間は自身の恩赦を受け入れることは不本意だった。結局1421年、マレディッズはオワインの死を示唆し、恩赦を受け入れた。それ以降もオワインの義理の息子サイリブ・アプ・リース (Phylib ap Rhys) のリーダーシップの下、数少ない闘士達が戦いを続けたことは、例えばウェールズの吟遊詩人スラウゼン (Llawdden、1440年-1480年) (英語版) の詩の中で示唆されている。
一般的には1421年のマレディッズへの恩赦が、反乱の正式な終了と、イギリスによるウェールズ統治の再確立の証であると考えられている:293。

## 反乱の余波
1415年までにイギリスによるウェールズの完全な統治が復活した。主要な反乱勢力は死んだか、投獄されたか、あるいは莫大な罰金により衰退した。イギリス人・ウェールズ人を問わず、ウェールズの小教区・家庭とも何らかの影響を受けないものはなかった。人の命、物理的な破壊、そして台無しになった人生等、損失は莫大だった。ウェールズはイングランドの辺境の貧しい国に既になっていたが、略奪や経済封鎖、あるいは公共的罰金によりさらに貧困化した。多くの著名な一族が没落した。
一連の刑法典は新たな反乱を防ぐためのものとして位置づけられた。これらは薔薇戦争が終わるヘンリー7世の治世までそのままだった:19。ヘンリー7世はヘンリー・テューダー (Henry Tudor) としても知られ、ペンマニズのテューダー家 (Tudors of Penmynydd) (英語版)  の子孫で、ウェールズ人の血を引いていた。それまで、ウェールズ人は不動産などの資産を持つことを禁止され、陪審員になることもできず、イギリス人と結婚することも認められず、王室内の何らかの役職に就くこともできなかった。また、司法実務の問題として、裁判所でのウェールズ人のイギリス人に関する証言は採用されなかった。とはいえ、例えばヘンリー6世 (1421年-1471年) の異父弟である第2代リッチモンド伯エドマンド・テューダー (1430年頃-1456年) や初代ベッドフォード公ジャスパー・テューダー (1431年頃-1495年) のように、ウェールズ人がイギリス人として法的地位を付与されるケースもいくらかは散見された。しかしながらテューダー兄弟の父親オウエン・テューダー (1400年頃-1461年) はヘンリー5世の未亡人キャサリン・オブ・ヴァロワ (1401年-1437年) と秘密裏に結婚していたとして逮捕された:29:32。その後ヘンリー7世により、ようやくウェールズ人の法的地位は改善された。